# Vekunta flavipes
Vekunta flavipes är en insektsart som beskrevs av Frederick Arthur Godfrey Muir 1922. Vekunta flavipes ingår i släktet Vekunta och familjen Derbidae. Inga underarter finns listade i Catalogue of Life.